# 巴拉克里斯赫纳普拉姆
巴拉克里斯赫纳普拉姆（Balakrishnapuram），是印度泰米尔纳德邦Dindigul县的一个城镇。总人口19661（2001年）。

## 人口
该地2001年总人口19661人，其中男性10018人，女性9643人；0—6岁人口1950人，其中男992人，女958人；识字率74.28%，其中男性为80.83%，女性为67.48%。